# Šumska potočnica
Šumska potočnica (šumski nezaboravak, potočnica pozemljuša, lat. Myosotis sylvatica), biljna vrsta iz roda potočnica ili plavomilja, porodica boražinovki. 
Rasprostranjena je po Europi (uljučujući i Hrvatsku), Aziji i istočnoj Africi.
To je dvogodišnja biljka koja naraste do 30cm, plavih sitnih cvjetića, ponekd ružičasti ili bijeli. Stabljika je uspravna, razgranata i prekrivena dlačicama. Ploda je sičušan, od 1.5 do 2mm, sjajan i crnosmeđ. Podanak je horizontalan i vitak. Raste po listopasdnim mješovitim šumama, rijetko u crnogoričnim.
Stariji nazivi za nju su malovieke i kratkovieke.

## Podvrste
- Myosotis sylvatica subsp. cyanea (Boiss. & Heldr.) Vestergren
- Myosotis sylvatica subsp. elongata (Strobl) Grau
- Myosotis sylvatica subsp. pseudovariabilis (M. Pop.) Petrovsky
- Myosotis sylvatica subsp. subarvensis Grau
- Myosotis sylvatica subsp. sylvatica